# Villa Le Caruhel
La villa Le Caruhel est située à Étables-sur-Mer, en France.

## Localisation
La villa est située sur le territoire de la commune d'Étables-sur-Mer, dans le département des Côtes-d'Armor, dans la région Bretagne.

## Description
La villa a été construite vers 1913, rachetée en 1925 par Fricotelle, importateur de papier à cigarettes, qui procède à son agrandissement. L'ouvrage est confié à l'architecte Jean de La Morinerie, qui en fait une demeure à deux étages dans un style moderniste atténué par des réminiscences néo-classiques. La décoration est inspirée de la flore et la faune sous-marine, d'après des dessins de Mathurin Méheut. Les ferronneries d'art réalisées par Edgar Brandt et Raymond Subes, et les mosaïques d'Isidore Odorico recomposent ainsi un monde sous-marin d'un grand réalisme. Le jardin japonais, vraisemblablement conçu dès 1913, est orné d'une cascade également décorée de mosaïques.

## Historique
La villa est inscrite au titre des monuments historiques par arrêté du 12 juin 2009.

## Protection
Éléments protégés : la villa, le dallage en pierre entourant la maison avec ses caniveaux en galets, la partie du parc dénommée jardin japonais.